# 順琴 (堪薩斯州)
順琴（英語：Schoenchen）是一個位於美國堪薩斯州埃利斯縣的城市。

## 地方資料
根據2020年美國人口普查的數據，順琴的面積為0.32平方千米，當中陸地面積為0.32平方千米，而水域面積為0.00平方千米。當地共有人口170人，而人口密度為每平方千米531.25人。